# Kurt Kodal
Kurt Kodal (* 17. September 1924 in Wien; † 19. Jänner 1989 ebenda) war ein österreichischer Kameraassistent, Filmproduktionsleiter und Filmproduzent.
Kodal hatte kurz nach dem Zweiten Weltkrieg seine filmische Ausbildung erhalten, stieß schon bald zur Entourage des Wiener Regisseurs Franz Antel und begann seine Karriere 30-jährig als einer von Antels Kameraassistenten (bei der Historienbiografie Spionage, 1954/55). Zusammen mit dem Kollegen Hanns Matula arbeitete Kurt Kodal bis Ende des Jahrzehnts in dieser Funktion an einer Fülle von Antel-Inszenierungen. Während Matula 1961 zum Chefkameramann aufstieg, blieb Kodal bis 1964 Assistent (zuletzt bei Axel von Ambessers Willy- und Thomas-Fritsch-Klamotte Das hab ich von Papa gelernt) und rückte anschließend kurzzeitig zum zweiten Kameramann bzw. einfachen Kameramann (bei Rolf Olsens Wildwestgeschichte Heiß weht der Wind, 1964, und Antels Krambambuli-Neuverfilmung Ruf der Wälder, 1965) auf.
Schließlich wechselte Kodal in den Produktionsbereich und diente Antel als Produktionsleiter bzw. Produzent, vor allem bei den an der Kinokasse wegen ihrer Softsex-Elemente recht erfolgreichen Frau-Wirtin-Kostümstreifen. In späteren Jahren arbeitete Kodal mehrfach für das österreichische Fernsehen und war als Produktionsleiter u. a. 1981 an Axel Cortis viel gelobter Inszenierung An uns glaubt Gott nicht mehr beteiligt. Seine Karriere beendete er 1986 als Mitproduzent von Antels in den Babelsberger DEFA-Studios entstandener, ebenso aufwändig gestalteter wie konventioneller Musiker-Biographie Johann Strauß – der König ohne Krone.

## Filmografie
als Produktionsleiter oder Produzent
- 1967: Das große Glück
- 1967: Die Wirtin von der Lahn
- 1968: Otto ist auf Frauen scharf
- 1968: Frau Wirtin hat auch einen Grafen
- 1969: Warum hab’ ich bloß 2x ja gesagt?
- 1969: Liebe durch die Hintertür (Nacke-di, nacke-du, nacke-dei)
- 1969: Frau Wirtin hat auch eine Nichte
- 1969: Frau Wirtin bläst auch gern Trompete
- 1970: Frau Wirtin treibt es jetzt noch toller
- 1970: Mein Vater, der Affe und ich
- 1971: Einer spinnt immer
- 1971: Außer Rand und Band am Wolfgangsee
- 1972: Sie nannten ihn Krambambuli
- 1972: Frau Wirtins tolle Töchterlein
- 1973: Das Wandern ist Herrn Müllers Lust
- 1974: Wenn Mädchen zum Manöver blasen
- 1975: Die Brücke von Zupanja
- 1975: Auch Mimosen wollen blühen
- 1976: Casanova & Co.
- 1977: Der Einstand
- 1978: Das Love-Hotel in Tirol
- 1979: Austern mit Senf
- 1980: Der Bockerer
- 1984: Popcorn & Paprika
- 1986: Johann Strauß – Der König ohne Krone